# Footloose (Music from the Motion Picture)
Footloose è una compilation pubblicata nel 2011. L'album contiene la colonna sonora del film Footloose del 2011, remake dell'omonimo film del 1984.

## Descrizione
L'album contiene 12 tracce, tra cui l'originale colonna sonora, Footloose, reinterpretata da Blake Shelton.

## Tracce
1. Footloose - Blake Shelton – 3:39 (Kenny Loggins/Dean Pitchford)
2. Where The River Goes - Zac Brown Band – 3:39 (Zac Brown/Wyatt Durrette/Drew Pearson/Anne Preven)
3. Little Lovin' - Lissie – 4:30 (Elisabeth Marius/Angelo Petraglia)
4. Holding Out for a Hero - Ella Mae Bowen – 5:21 (Jim Steinman/Dean Pitchford)
5. Let's Hear It for the Boy - Jana Kramer – 3:43 (Tom Snow/Dean Pitchford)
6. So Sorry Mama - Whitney Duncan – 3:43 (Whitney Duncan/Gordie Sampson/John Shanks)
7. Fake I.D. - Big & Rich feat. Gretchen Wilson – 3:21 (John Rich/John Shanks)
8. Almost Paradise - Victoria Justice feat. Hunter Hayes – 3:37 (Eric Carmen/Dean Pitchford)
9. Walkin' Blues - Cee Lo Green feat. Kenny Wayne Shepherd – 3:48 (R.L. Burnside)
10. Magic in My Home - Jason Freeman – 3:13 (Jason Freeman)
11. Suicide Eyes - A Thousand Horses – 3:00 (Michael Hobby/Jaren Johnston/William Scatcher)
12. Dance the Night Away - David Banner – 4:13 (Livell Crump/Christopher Goodman/Bill Wolfer/Rhashida Stafford/Dean Pitchford)